# گوالدو کاتانئو
گوالدو کاتانئو (به ایتالیایی: Gualdo Cattaneo) شهرستان کوچکی است با جمعیت ۶۳۶۱ نفر که در استان اومبریا و در مرکز کشور ایتالیا قرار دارد. از شهرهای نزدیک به گوالدو می‌توان به پروجا و فولینو اشاره کرد.